# Allée couverte von Cher Arpent

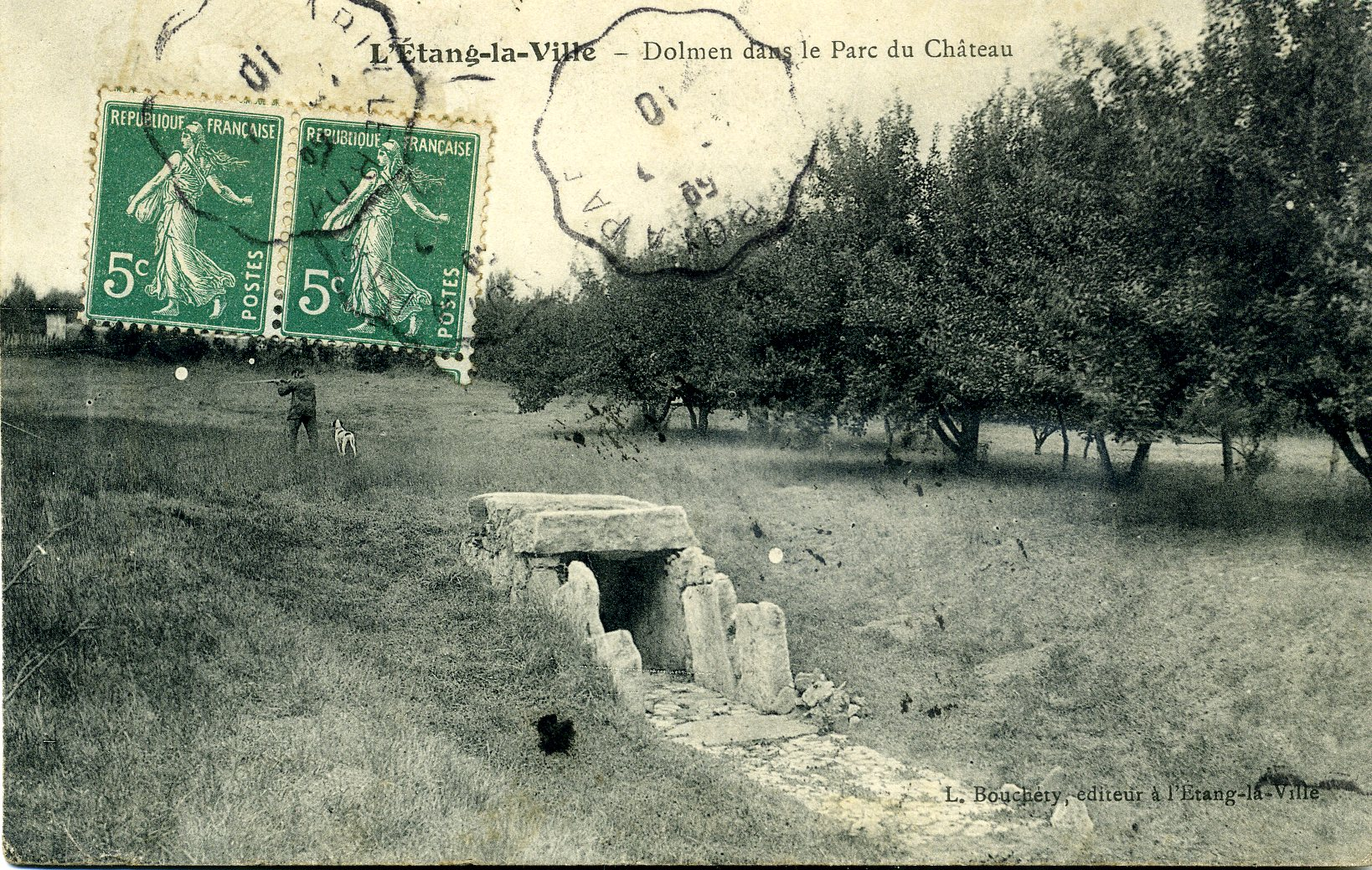
Allée couverte von Cher Arpent

Schema eines Galeriegrabes

Die Allée couverte von Cher Arpent war ein Galeriegrab in L’Étang-la-Ville im Département Yvelines in Frankreich.
Sie wurde 1878 vom Besitzer während der Arbeit im Weinberg entdeckt. Als Guégan de l’Isle das Gelände besuchte, war die Megalithanlage fast zerstört und ihr Inhalt verstreut. Die offizielle Ausgrabung wurde von Abel Maître (1830–1899) durchgeführt. Das Land wurde vom Besitzer der Burg von L'Étang-la-Ville gekauft. Zu Beginn des 20. Jahrhunderts baute der neue Besitzer die Galerie ab und baute sie in der Nähe von Grund auf neu. Das Galeriegrab, das heute im Rathauspark steht, hat keine Ähnlichkeit mit dem Original.
Ursprünglich bestand es aus einer langen 11,7 × 1,5 m messenden Kammer mit einer Innenhöhe von 1,9 m und eventuell einer Vorkammer. Heute steht nur ein etwa 5,0 m langer Teil der Kammer mit 11 Tragsteinen rechts und Sechs links, drei Decksteinen und einer Endplatte aus Sandstein. In der Kammer wurden in zwei durch Kalksteinplatten getrennten Ebenen etwa 60 Bestattungen identifiziert. Die untere Schicht lag direkt auf dem gepflasterten Boden und die obere war mit Platten bedeckt. Laut einer 1895 veröffentlichten Studie von Léonce-Pierre Manouvrier (1850–1927) hatten die Männer eine durchschnittliche Körpergröße von 1,6 und die Frauen von 1,5 m. Vier Schädel zeigten Trepanationen. Die drei weiblichen hatten diese in T-Form. Diese Einschnitte existierten vor dem Tod von Individuen. Schließlich scheint auf dem gepflasterten Boden vor der Ablage der Leichen ein großer Herd angezündet worden zu sein, vielleicht anlässlich der Trauerfeier. 
Die Beigaben bestanden aus Geweih-, Knochen- und Steinwerkzeugen, verschiedenen Tierknochen und zwei Pferdezähnen. Die Fragmente schwarzer Keramik können der Seine-Oise-Marne-Kultur zugeordnet werden.